# Kyle MacLachlan
Kyle Merritt MacLachlan (AFI: [məˈkʰlɑːklən]) (Yakima, 22 febbraio 1959) è un attore statunitense, principalmente noto per le collaborazioni col regista David Lynch: in particolare per il ruolo di Dale Cooper nella serie televisiva I segreti di Twin Peaks, nel film prequel Fuoco cammina con me e nel successivo sequel Twin Peaks e per i film Dune (1984) e Velluto blu (1986).

## Biografia

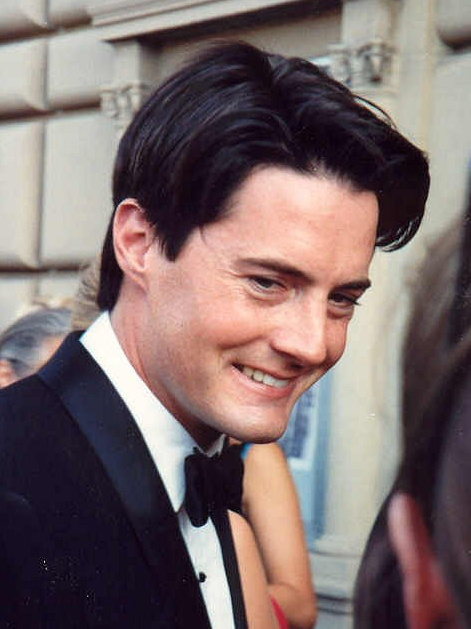
Kyle MacLachlan nel 1991

Nasce a Yakima, nello stato di Washington, primogenito di tre figli, da una famiglia di origini scozzesi, corniche e tedesche. Il padre, Kent Alan MacLachlan (nato McLachlan; 1933-2011), era un agente di cambio ed avvocato, mentre la madre, Catherine Stone (1933-1986), era una dirigente scolastica. Dopo aver completato gli studi con una laurea presso l'Università del Washington nel 1982, si è trasferito ed ha intrapreso la carriera di attore.
Fra le sue collaborazioni quella avuta con il regista David Lynch si è rivelata la più proficua, fra le partecipazioni Paul Atreides nel film-colossal Dune e Dale Cooper nella serie tv I segreti di Twin Peaks (ruolo che gli ha permesso di vincere un Golden Globe). Tre anni dopo ha interpretato nuovamente il personaggio nel prequel cinematografico Fuoco cammina con me.
(David Lynch)
MacLachlan ha lavorato anche in molte serie televisive, tra le quali: I racconti della cripta, producendone un episodio nel 1993, Law & Order - Unità vittime speciali, Desperate Housewives (in cui interpreta il dentista Orson Hodge), Sex and the City, How I Met Your Mother e Agents of S.H.I.E.L.D.. Ha partecipato anche ad alcuni episodi pilota che non vennero ordinati per diventare un telefilm: The Invisible Man (nel 1998), Jo (nel 2002), The Doctor (nel 2011). Nel 2017 interpreta nuovamente il personaggio di Dale Cooper nel revival di Twin Peaks.

## Vita privata

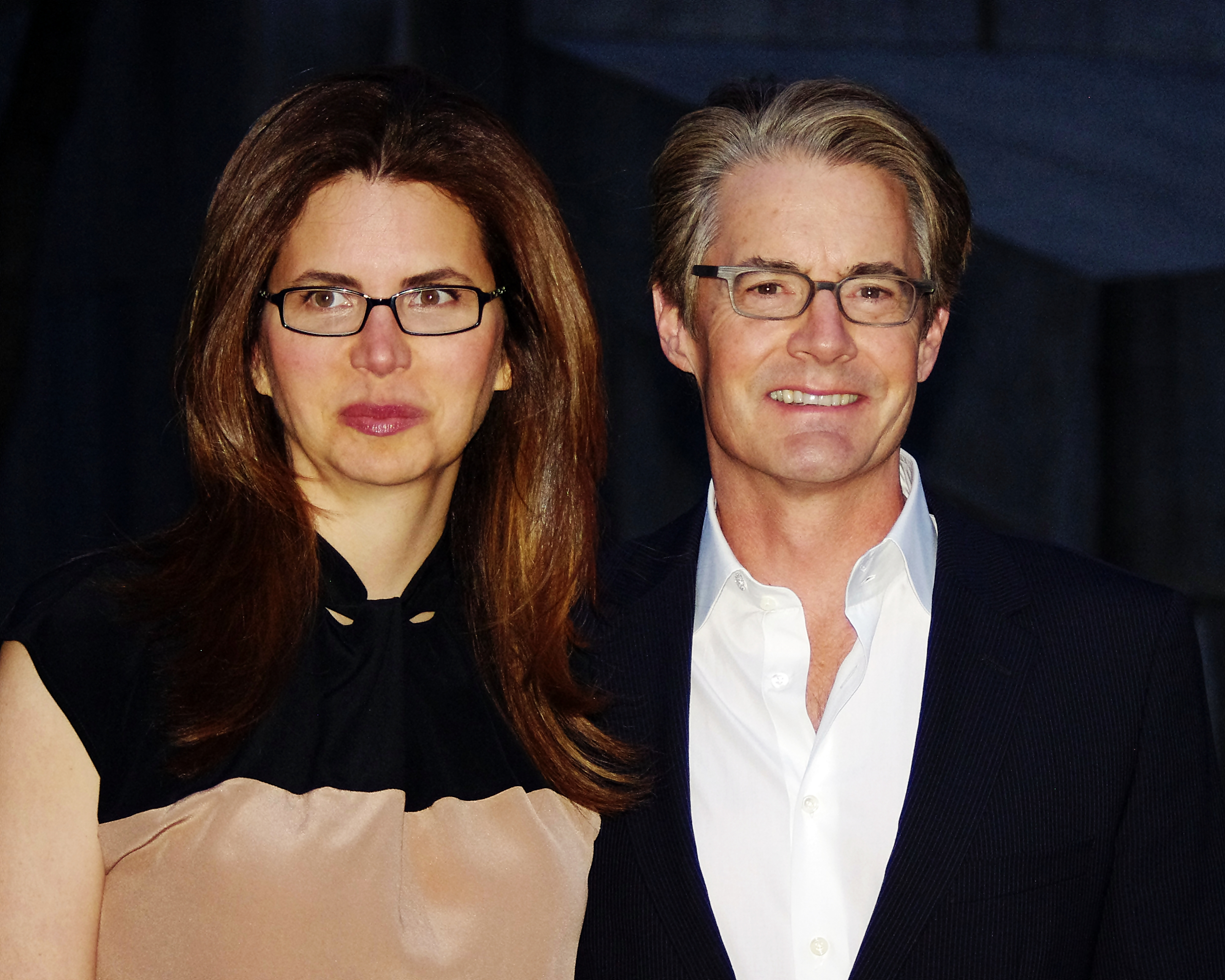
Kyle MacLachlan insieme alla moglie Desiree Gruber

Dopo un lungo fidanzamento con la modella Linda Evangelista ed altri più brevi con Laura Dern e Lara Flynn Boyle, il 20 aprile 2002 si è sposato con l'agente di moda e produttrice Desiree Gruber, dalla quale il 25 luglio 2008 ha avuto un figlio, Callum Lyon. Appassionato di vini, possiede un proprio vigneto a Walla Walla nella Columbia Valley, nello stato di Washington.

## Filmografia

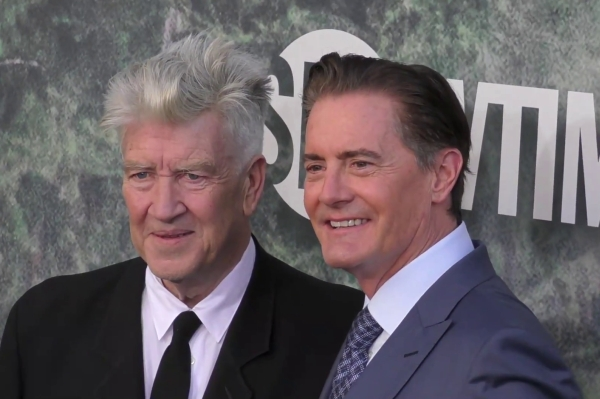
Kyle MacLachlan insieme a David Lynch, alla prima del revival di Twin Peaks (21 maggio 2017)

### Attore

#### Cinema
- Dune, regia di David Lynch (1984)
- Velluto blu (Blue Velvet), regia di David Lynch (1986)
- L'alieno (The Hidden), regia di Jack Sholder (1987)
- Non dirle chi sono (Don't Tell Her It's Me), regia di Malcolm Mowbray (1990)
- The Doors, regia di Oliver Stone (1991)
- I dannati di Hollywood (Where the Day Takes You), regia di Marc Rocco (1992)
- Fuoco cammina con me (Twin Peaks: Fire Walk with Me), regia di David Lynch (1992)
- Cambiar vita (Rich in Love), regia di Bruce Beresford (1992)
- The Trial, regia di David Hugh Jones (1993)
- I Flintstones (The Flintstones), regia di Brian Levant (1994)
- Showgirls, regia di Paul Verhoeven (1995)
- Effetto black out (The Trigger Effect), regia di David Koepp (1996)
- Il tempo dei cani pazzi (Mad Dog Time), regia di Larry Bishop (1996)
- Complice la notte (One Night Stand), regia di Mike Figgis (1997)
- Hamlet 2000 (Hamlet), regia di Michael Almereyda (2000)
- Timecode, regia di Mike Figgis (2000)
- X Change - Scambio di corpi (Xchange), regia di Allan Moyle (2000)
- Fashion Crimes (Perfume), regia di Hunter Carson e Michael Rymer (2001)
- Me Without You, regia di Sandra Goldbacher (2001)
- Tripla identità (Miranda), regia di Marc Munden (2002)
- Northfork, regia di Michael Polish (2003)
- Scandalo a Londra (Touch of Pink), regia di Ian Iqbal Rashid (2004)
- 4 amiche e un paio di jeans 2 (The Sisterhood of the Traveling Pants 2), regia di Sanaa Hamri (2008) – cameo non accreditato
- Il profumo del successo (The Smell of Success), regia di Mark Polish (2009)
- Mao's Last Dancer, regia di Bruce Beresford (2009)
- Peace, Love & Misunderstanding, regia di Bruce Beresford (2011)
- Passione innocente (Breathe In), regia di Drake Doremus (2013) – cameo non accreditato
- Giant Little Ones, regia di Keith Behrman (2018)
- Il mistero della casa del tempo (The House with a Clock in Its Walls), regia di Eli Roth (2018)
- High Flying Bird, regia di Steven Soderbergh (2019)
- The Staggering Girl, regia di Luca Guadagnino – mediometraggio (2019)
- Tesla, regia di Michael Almereyda (2020)
- Capone, regia di Josh Trank (2020)
- Confess, Fletch, regia di Greg Mottola (2022)
- Miranda's Victim, regia di Michelle Danner (2023)
- Blink Twice, regia di Zoë Kravitz (2024)
- Echo Valley, regia di Michael Pearce (2025)

#### Televisione
- Sogni infranti (Dream Breakers), regia di Stuart Millar – film TV (1989)
- I segreti di Twin Peaks (Twin Peaks) – serie TV, 30 episodi (1990-1991)
- I racconti della cripta (Tales from the Crypt) – serie TV, episodio 3x02 (1991)
- The Prison (Against the Wall), regia di John Frankenheimer – film TV (1994)
- Roswell, regia di Jeremy Kagan – film TV (1994)
- Moonshine Highway, regia di Andy Armstrong – film TV (1996)
- Il protocollo Windsor (Windsor Protocol), regia di George Mihalka – film TV (1997)
- Nel cuore dell'uragano (Thunder Point), regia di George Mihalka – film TV (1998)
- Route 9, regia di David Mackay – film TV (1998)
- Il mistero della fonte (The Spring), regia di David S. Jackson – film TV (2000)
- Sex and the City – serie TV, 23 episodi (2000-2002)
- Law & Order - Unità vittime speciali (Law & Order: Special Victims Unit) – serie TV, episodi 6x06-13x03 (2004-2011)
- The Librarian - Alla ricerca della lancia perduta (The Librarian: Quest for the Spear), regia di Peter Winther – film TV (2004)
- L'isola misteriosa (Mysterious Island), regia di Russell Mulcahy – film TV (2005)
- In Justice – serie TV, 13 episodi (2005-2006)
- Desperate Housewives – serie TV, 85 episodi (2006-2012)
- How I Met Your Mother – serie TV, 7 episodi (2010-2014)
- Portlandia – serie TV, 24 episodi (2011-2018)
- Made in Jersey – serie TV, 8 episodi (2012)
- The Good Wife – serie TV, 4 episodi (2013)
- Believe – serie TV, 13 episodi (2014)
- Agents of S.H.I.E.L.D. – serie TV, 13 episodi (2014-2015)
- Twin Peaks – serie TV, 18 episodi (2017)
- Carol's Second Act – serie TV, 18 episodi (2019-2020)
- Atlantic Crossing – serie TV, 8 episodi (2020)
- Joe vs. Carole – miniserie TV (2022)
- How I Met Your Father – serie TV, 2 episodi (2022)
- Lucky Hank – serie TV (2023)
- Fallout – serie TV (2024)
- Overcompensating - L'inganno (Overcompensating) – serie TV, episodi 1x01, 1x07 (2025)

### Doppiatore

#### Cinema
- Justice League: The New Frontier, regia di Dave Bullock (2008)
- Inside Out, regia di Pete Docter (2015)
- Il primo appuntamento di Riley (Riley's First Date?), regia di Josh Cooley – cortometraggio (2015)
- Inside Out 2, regia di Kelsey Mann (2024)

#### Televisione
- American Experience – serie TV, episodio 3x08 (1990)
- Gravity Falls – serie TV, episodio 2x20 (2016)
- American Dad! – serie TV, episodio 15x02 (2018)
- Futurama – serie TV, episodio 8x04 (2023)

#### Videogiochi
- Grand Theft Auto III (2001)

### Regista
- I racconti della cripta (Tales from the Crypt) – serie TV, episodio 5x02 (1993)

## Riconoscimenti
MacLachlan ha vinto un Golden Globe per il miglior attore e ha ricevuto due nomination per i premi Emmy, tutti per Twin Peaks.

## Doppiatori italiani
Nelle versioni in italiano delle opere in cui ha recitato, Kyle MacLachlan è stato doppiato da:
- Stefano Benassi ne I segreti di Twin Peaks, Twin Peaks - Fuoco cammina con me, Showgirls, Sex and the City (st. 3), The Good Wife, Passione innocente, Agents of S.H.I.E.L.D., Twin Peaks, High Flying Bird, Capone, Blink Twice, Echo Valley
- Antonio Sanna in Complice la notte, Desperate Housewives (ep. 5x14-8x15), Peace, Love & Misunderstanding, Made in Jersey, Tesla, Joe vs. Carole, Fallout[8]
- Mauro Gravina in Non dirle chi sono, Effetto Black-Out, Roswell, Confess, Fletch
- Marco Mete ne I Flintstones, Il mistero della fonte, In Justice, Overcompensating - L'inganno
- Angelo Maggi in The Librarian - Alla ricerca della lancia perduta, Law & Order - Unità vittime speciali (ep. 13x03), Atlantic Crossing
- Sandro Acerbo in Moonshine Highway (ridoppiaggio), Desperate Housewives (ep. 2x19-5x13)
- Tonino Accolla in Dune
- Massimo Giuliani in Velluto blu
- Claudio Capone in L'alieno
- Renato Cortesi ne Il tempo dei cani pazzi
- Fabrizio Temperini in X Change - Scambio di corpi
- Luca Ward in Scandalo a Londra
- Roberto Pedicini in Hamlet 2000
- Stefano Mondini in Fashion Crimes
- Sergio Lucchetti in Me Without You
- Franco Mannella in Tripla identità
- Roberto Certomà in 4 amiche e un paio di jeans 2
- Antonio Angrisano ne Il profumo del successo
- Luigi Rosa ne I racconti della cripta
- Riccardo Niseem Onorato in The Prison
- Giorgio Locuratolo in Moonshine Highway
- Massimo Rossi in Route 9
- Massimiliano Manfredi in Sex and the City (st. 4)
- Francesco Prando in Law & Order - Unità vittime speciali (ep. 6x06)
- Loris Loddi in L'isola misteriosa
- Raffaele Farina in How I Met Your Mother
- Tony Sansone in Believe
- Massimo De Ambrosis ne Il mistero della casa del tempo
- Alberto Angrisano in How I Met Your Father

Da doppiatore è sostituito da:
- Mauro Gravina in Inside Out, Il primo appuntamento di Riley, Star Wars: Young Jedi Adventures, Dream Productions
- Massimiliano Virgilii in Futurama